# Satellitenkollision am 10. Februar 2009
Am 10. Februar 2009 ereignete sich die erste Satellitenkollision in der Erdumlaufbahn. Die beiden in knapp 800 Kilometer Höhe operierenden Kommunikationssatelliten Iridium 33 und Kosmos 2251 der Systeme Iridium bzw. Strela wurden dabei vollkommen zerstört. Durch die Kollision mit der enormen Relativgeschwindigkeit von 11,6 km/s entstanden über 100.000 Bruchstücke, die groß genug sind, um über Jahrzehnte im Orbit zu bleiben und im Falle eines Treffers schweren Schaden anzurichten. Bis Januar 2013 wurden 2201 größere Bruchstücke dieses Weltraummülls (Radar-Grenzgröße 5 bis 10 cm) katalogisiert; 380 davon waren bereits durch die Bremswirkung der Atmosphäre abgestürzt. Mehrfach schon flog die Internationale Raumstation (ISS) Ausweichmanöver, wenn eines dieser Teile auf die Bahnhöhe der Station abgesunken war und ein Einschlag nicht sicher ausgeschlossen werden konnte.

## Details
| Satellit    | SCN   | aktiv                   | Masse  | Volumen | Größte Abmessung                               | Perigäum | Apogäum | Inklination |
| ----------- | ----- | ----------------------- | ------ | ------- | ---------------------------------------------- | -------- | ------- | ----------- |
| Iridium 33  | 24946 | 1997 – 10. Februar 2009 | 556 kg | 3,39 m3 | 25 m (horizontal, zwischen Solarzellenmodulen) | 776 km   | 779 km  | 86,4°       |
| Kosmos 2251 | 22675 | 1993 – 1995             | 900 kg | 7,84 m3 | 17 m (vertikal, Ausleger nach unten)           | 776 km   | 800 km  | 74,0°       |

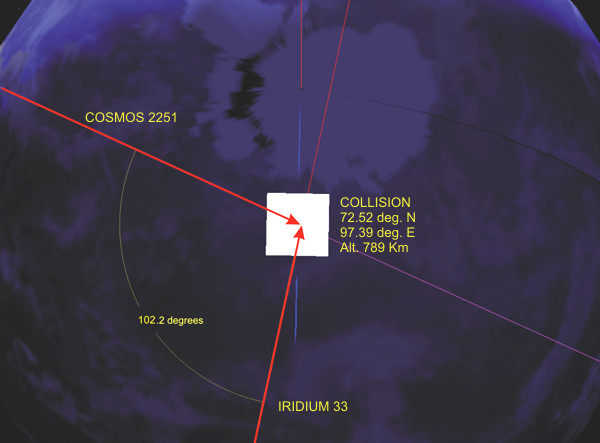
Die Flugbahnen von Iridium 33 und Kosmos 2251 schnitten sich im Winkel von 102,2°

Für 16:56:00 UTC war eine nahe Begegnung der beiden Satelliten über Nordsibirien vorausberechnet worden: Der Service SOCRATES (Satellite Orbital Conjunction Reports Assessing Threatening Encounters in Space) des Center for Space Standards and Innovation (CSSI) berechnet und veröffentlicht seit 2005 zweimal täglich auf Basis frei zugänglicher Satellitenbahnelemente mögliche Kollisionen (Grenzabstand 5 km) von Satelliten mit anderen Satelliten oder katalogisierten Teilen des Weltraummülls. Diese Bahnelemente beschreiben aufgrund von Schwerefeldanomalien die Bahnen nur näherungsweise und veralten innerhalb weniger Umläufe. Im letzten Report vor der Kollision, um 15:02 UTC, betrug der grob geschätzte minimale Abstand beim Vorbeiflug knapp 600 m. Damit belegte der Eintrag lediglich Rang 16 unter den etwa 1000 Einträgen, die in diesem Report allein das Iridium-System aus damals 66 Satelliten betrafen. Ein unmittelbarer Anlass zur Sorge bestand bei dieser Datenlage nicht.
Zur vorhergesagten Zeit, aber doch überraschend, brach die Kommunikation mit Iridium 33 ab. In Übereinstimmung mit physikalischen Modellen von Hochgeschwindigkeitsimpakten (NASA Standard Breakup Model, eine Monte-Carlo-Simulation) entstanden zwei Trümmerwolken, die weitgehend den alten Umlaufbahnen folgten. Das scheint der Physik zu widersprechen, nach der sich sowohl bei elastischen als auch unelastischen Stößen große Ablenkungen ergeben. Hier ist jedoch die kinetische Energie des Materials weit höher als seine chemische Bindungsenergie, sodass für Teile der Satelliten, die sich durchdringen, die elastischen Eigenschaften unbedeutend werden. Vielmehr gehen die stark wechselwirkenden Massenelemente innerhalb von Mikrosekunden in einen Plasmazustand über. Wie bei einer Detonation wird das umliegende Material zerrissen. Der Impulsübertrag auf größere, beobachtbare Fragmente ist dabei relativ gering.
Innerhalb weniger Stunden weiteten sich die beiden Trümmerwolken so aus, dass die Radare des Space Surveillance Networks (SSN) sie in Dutzende einzelne Objekte auflösen konnten. Einige Fragmente, insbesondere von Kosmos 2251, waren in deutlich elliptische Bahnen im Höhenbereich 200 bis 1700 km gestoßen worden. Die Sorge galt nicht nur der ISS, die damals eine Bahnhöhe von 350 km hatte, sondern insbesondere der für das Frühjahr 2009 geplanten Service-Mission STS-125 zum Hubble Space Telescope (HST) in 570 km Höhe. Den individuell verfolgten Fragmenten würde man ausweichen können, aber es wurde mit einer weit größeren Zahl kleinerer Partikel gerechnet, die mit diesen Radaren nicht beobachtbar, aber gleichwohl gefährlich sind.
Um das Risiko einschätzen zu können, wurden Beobachtungen mit zwei größeren, empfindlicheren Radaren angestellt: mit der 70-m-Antenne des Goldstone Observatoriums sowie mit dem 37-m-Teleskop des Haystack-Observatoriums. Beide wurden, weil für ein Tracking zu schwerfällig, mit fester Ausrichtung betrieben, wobei die Erddrehung den scannenden Schwenk der schmalen Antennenkeulen besorgte. Um repräsentative Ergebnisse zu erhalten, wartete man einige Wochen, während derer sich die Partikel längs ihrer Bahn gleichmäßig um den Globus ausbreiteten. Die Grenzgrößen der beiden Teleskope betrugen bei diesen Beobachtungen 2 bis 3 bzw. 10 mm. Das Ergebnis der Untersuchungen: Der Anstieg der Partikelanzahl mit sinkender Partikelgröße passte zu den physikalischen Modellen von Hochgeschwindigkeitskollisionen, war mithin nicht so steil, wie die Größenverteilung der katalogisierten, größeren Fragmente andeutete und befürchten ließ.
Währenddessen arbeitete der Betreiber des Iridium-Systems daran, die Auswirkungen des Verlusts zu beheben. Innerhalb von 60 Stunden wurde das Routing umgestellt, sodass nicht mehr versucht wurde, Verbindungen von/zum Boden oder zwischen Satelliten über den fehlenden Satelliten aufzubauen. Bis zum 2. März desselben Jahres wurde ein bereits im Orbit befindlicher Reservesatellit in die entstandene Lücke manövriert.

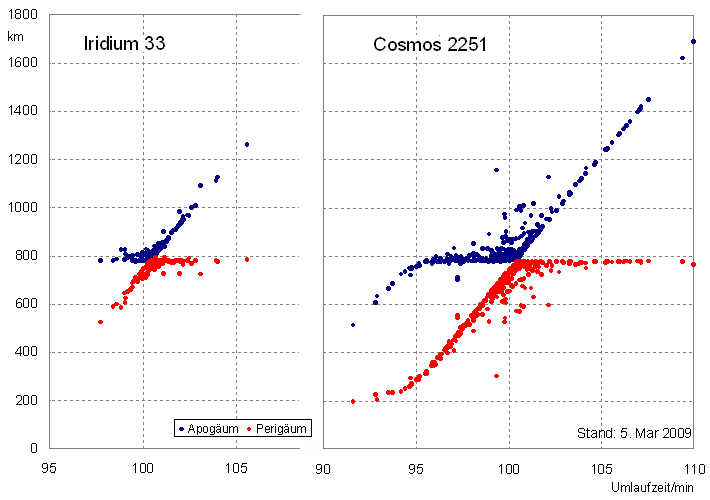
Gabbard-Diagramme der Bruchstücke von Iridium 33 (links) und Kosmos 2251 (rechts) am 5. März 2009. Die Apogäumshöhe (blau) und die Bahnperiode (horizontale Achse) tief fliegender Fragmente hat durch Luftreibung bereits abgenommen.

Innerhalb von 24 Wochen wurden 1307 Radar-Objekte katalogisiert, die offenbar diesem Ereignis entstammen. Gemessen an der Masse und Größe der Ausgangskörper erschien diese Zahl eher gering. Offenbar steckt die meiste Masse in zwei großen Fragmenten, den Satellitenwracks. Tatsächlich sind diese Wracks, wie andere Satelliten in dieser Höhe auch, vom Boden aus sichtbar. Die Lichtkurve des Iridium-Wracks, gelegentlich mit zwei Lichtblitzen pro Periode, deutet darauf hin, dass zwei der drei unten montierten Antennenflächen noch vorhanden sind.
Von den bis Januar 2013 in den Katalog aufgenommenen Fragmenten – weitere waren bereits identifiziert – stammen 1603 von Kosmos 2251 und 598 von Iridium 33. Davon sind durch Luftreibung bereits 261 bzw. 119 Fragmente (16 bzw. 20 %) abgestürzt, hauptsächlich 2012. Das NASA Orbital Debris Program Office schätzte, dass bis zum Ende der damals hohen Sonnenaktivität (≈ 2016) knapp 40 % bzw. etwa 50 % der Fragmente diesen Weg genommen haben würden. Die beobachtete größere Bremswirkung der Hochatmosphäre auf die Fragmente von Iridium 33 erklärt sich aus dem konsequenten Leichtbau des Satelliten im Vergleich zu dem robusteren russischen Modell.